# Freiheit, die ich meine

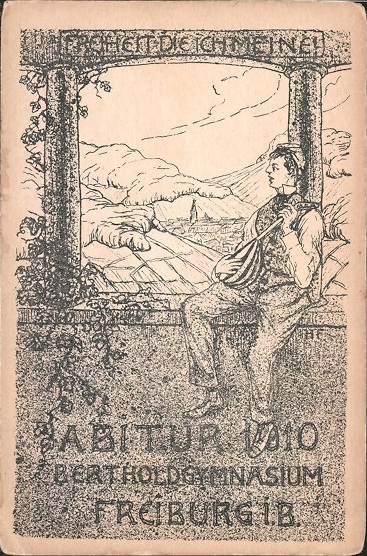
„Freiheit, die ich meine!“ Grußpostkarte zum Abitur 1910

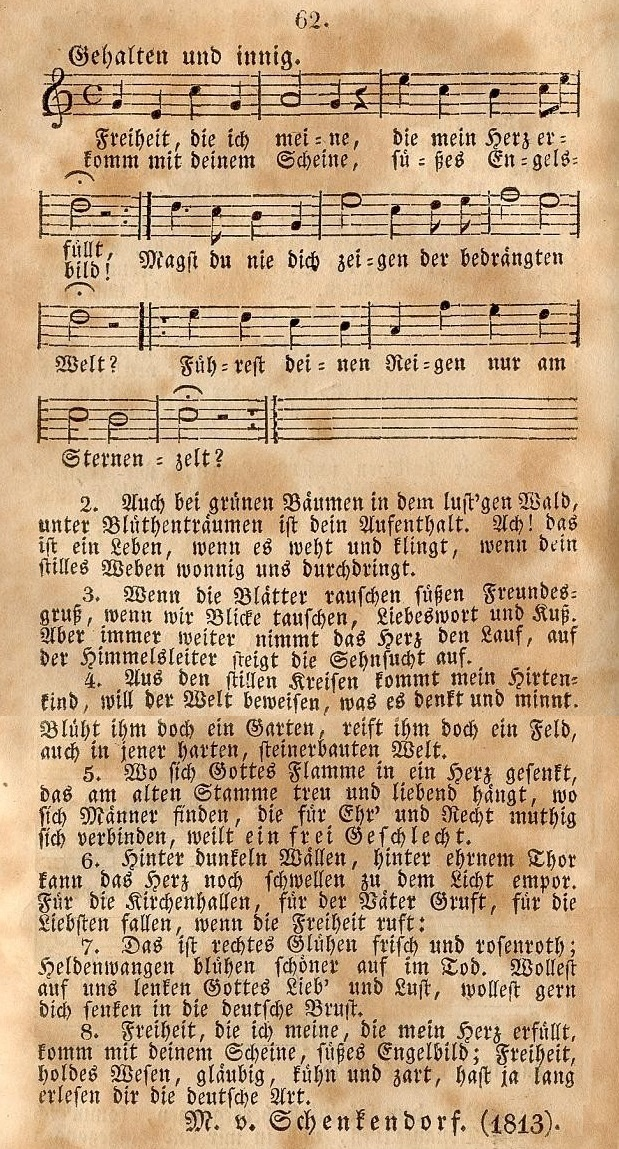
Erstdruck mit der Melodie von Karl August Groos (1825). Da die Melodie achtzeilig ist, sind die 15 Originalstrophen paarweise zusammengefasst und die erste am Beginn der letzten Liedstrophe wiederholt.

Freiheit, die ich meine ist ein politisches Gedicht von Max von Schenkendorf (1783–1817). Mit der populär gewordenen Melodie von Karl August Groos gehörte es zu den bekanntesten deutschen Volksliedern.

## Geschichte
Schenkendorf verfasste das Gedicht 1813 (Erstdruck 1815) im Eindruck der Befreiungskriege, die 1813 nach der Völkerschlacht bei Leipzig bereits gewonnen schienen. Die einfache und zugleich eingängige Melodie dazu komponierte Karl August Groos wohl im Jahr 1818 (Erstdruck 1825).
Während das Lied in der Restaurationsära des Biedermeier vor allem idealistisch-innerlich verstanden wurde – „gehalten und innig“ lautet die Vortragsangabe zum Erstdruck der Melodie 1825 –, stand es im späteren 19. und im 20. Jahrhundert unter nationalen Vorzeichen und wurde den „Vaterlands-, Helden-, Kriegs- und Siegesliedern“ zugeordnet.
Freiheit, die ich meine gehörte lange zum deutschen Bildungskanon. Im Zentralblatt der preußischen Regierung von 1912 zum Beispiel wurde das Lied für den Schulunterricht in Preußen für die siebte und achte Klasse empfohlen.
Eine christliche Kontrafaktur des ursprünglichen Gedichttextes stammt von dem Pädagogen Christian Heinrich Zeller (1779–1860). Sie wurde ab 1892 in der Liedersammlung „Reichs-Lieder“ der evangelischen Gemeinschaftsbewegung millionenfach verbreitet.
Max Kegel veröffentlichte 1891 in seinem „Sozialdemokratischen Liederbuch“ eine veränderte Fassung des Liedes, ohne die vierte und sechste Strophe. Religiöse Formulierungen in den verbliebenen Strophen ersetzte er.
Kurz vor und während der Zeit des Nationalsozialismus wurde „Freiheit, die ich meine“ als sogenanntes „deutsches Liedgut“ auch in Publikationen der NSDAP aufgenommen, so 1932 in das „Nationalsozialistische Volksliederbuch“ und 1933 in das „SA-Liederbuch“.
Der Beginn des Gedichts wurde in jüngerer Zeit auch in Werbung, Publizistik und Musikschlagern aufgegriffen, etwa 1977 als Liedtitel der Schlagersängerin Juliane Werding und 1996 erneut von Peter Maffay. Die Musikgruppe Münchener Freiheit veröffentlichte 2000 ein gleichnamiges Album. Mit der Titelzeile warb 1986 der Autohersteller Renault. Der abgeänderte Slogan „Freizeit, die ich meine“ warb 1995 für Oberbekleidung. Als Buchtitel diente „Die Freiheit, die ich meine“ unter anderem 1993 dem österreichischen Rechtspopulisten Jörg Haider sowie 2007 – zum Gedenken an die Befreiung vom Nationalsozialismus – für ein Buch des Landtags Rheinland-Pfalz. Im Jahr 2017 wurde die Melodie auf Wunsch des Bundespräsidenten Joachim Gauck im Großen Zapfenstreich zu seiner Verabschiedung gespielt.

## Text
| 1. Freiheit, die ich meine, Die mein Herz erfüllt, Komm’ mit deinem Scheine, Süßes Engelbild. 2. Magst du nie dich zeigen Der bedrängten Welt? Führest deinen Reigen Nur am Sternenzelt? 3. Auch bei grünen Bäumen In dem lust’gen Wald Unter Blüthenträumen, Ist dein Aufenthalt. 4. Ach! das ist ein Leben, Wenn es weht und klingt, Wenn dein stilles Weben Wonnig uns durchdringt. 5. Wenn die Blätter rauschen Süßen Freundesgruß, Wenn wir Blicke tauschen, Liebeswort und Kuß. |  | 6. Aber immer weiter Nimmt das Herz den Lauf, Auf der Himmelsleiter Steigt die Sehnsucht auf. 7. Aus den stillen Kreisen Kommt mein Hirtenkind, Will der Welt beweisen, Was es denkt und minnt. 8. Blüht ihm doch ein Garten, Reift ihm doch ein Feld Auch in jener harten Steinerbauten Welt. 9. Wo sich Gottes Flamme In ein Herz gesenkt, Das am alten Stamme Treu und liebend hängt; 10. Wo sich Männer finden, Die für Ehr und Recht Muthig sich verbinden, Weilt ein frei Geschlecht. |  | 11. Hinter dunkeln Wällen Hinter ehrnem Thor Kann das Herz noch schwellen Zu dem Licht empor. 12. Für die Kirchenhallen, Für der Väter Gruft, Für die Liebsten fallen, Wenn die Freiheit ruft. 13. Das ist rechtes Glühen Frisch und rosenroth: Heldenwangen blühen Schöner auf im Tod. 14. Wollest auf uns lenken Gottes Lieb und Lust. Wollest gern dich senken In die deutsche Brust. 15. Freiheit, holdes Wesen, Gläubig, kühn und zart, Hast ja lang erlesen Dir die deutsche Art. |

## Melodie
Quelle